# Bataysah
Bataysah (tiếng Ả Rập: بتيسة, cũng đánh vần là Bteiseh) là một ngôi làng ở phía bắc Syria nằm về phía tây bắc của Homs ở tỉnh Homs. Theo Cục Thống kê Trung ương Syria, Bataysah có dân số 688 người trong cuộc điều tra dân số năm 2004. Cư dân của nó chủ yếu là Alawites.